# Kon Khon
Kon Khon é um filme de drama tailandês de 2011 dirigido e escrito por Sarunyoo Wongkrachang. Foi selecionado como representante da Tailândia à edição do Oscar 2012, organizada pela Academia de Artes e Ciências Cinematográficas.

## Elenco
- Apinya Rungpitakmana ... Chart
- Gongtun Pongpatna ... Tue
- Nantarat Chaowarat... Ram
- Pimolrat Pisalayabuth ... Rambai
- Nirut Sirijanya
- Sorapong Chatree